# Norwegisch-portugiesische Beziehungen
Die norwegisch-portugiesischen Beziehungen umfassen die bilateralen Beziehungen zwischen Norwegen und Portugal. Die Länder unterhalten seit 1906 ununterbrochene diplomatische Beziehungen. Bis zur vollen Unabhängigkeit Norwegens 1905 wurden ihre zwischenstaatlichen Beziehungen durch das dänisch-portugiesische Verhältnis, ab 1814 von den portugiesisch-schwedischen Beziehungen bestimmt.
Die Beziehungen der beiden atlantischen Seefahrernationen Norwegen und Portugal gelten als freundschaftlich und problemfrei. Die gegenseitigen Einwanderergemeinden und der wachsende bilaterale Handel sind nennenswerte Verbindungsglieder, zudem sind sie Partner u. a. in der NATO, in der OECD, im Europarat, in der OSZE und in der Europäischen Weltraumorganisation. Sie gehören beide dem Schengen-Raum an.
Historisch war Norwegen für Portugal vor allem als Lieferant des Bacalhaus von einiger Bedeutung, und die portugiesische Nordland-Flotte betrieb dort auch eigenen Fischfang. Bis heute steht Norwegen in Portugal auch für Stockfisch, während Portugal in Norwegen vor allem als Urlaubsland bekannt ist.

## Geschichte

### Bis 1905

Ausbreitung und Betätigungsgebiet der Wikinger im 8. bis 12. Jahrhundert: an der portugiesischen Küste gab es so gut wie keine Wikingersiedlungen, jedoch regelmäßige Handelskontakte, aber auch häufige Raubüberfälle der Wikinger

In der Wikingerzeit betrieben Nordmänner auch aus Norwegen bis ins 11. Jahrhundert Handel mit portugiesischen Küstenorten. Wikinger unternahmen aber auch immer wieder Raubzüge bis ins heutige Portugal. Zu erwähnen sind vor allem die Überfälle im Jahr 844, im Zuge der Wikingerraubzüge ins Mittelmeer, bei denen insbesondere die Mündung des Tejo im Raum Lissabon dreizehn Tage lang geplündert wurde. Die letzten nennenswerten Überfälle fanden in den 960er Jahren statt.

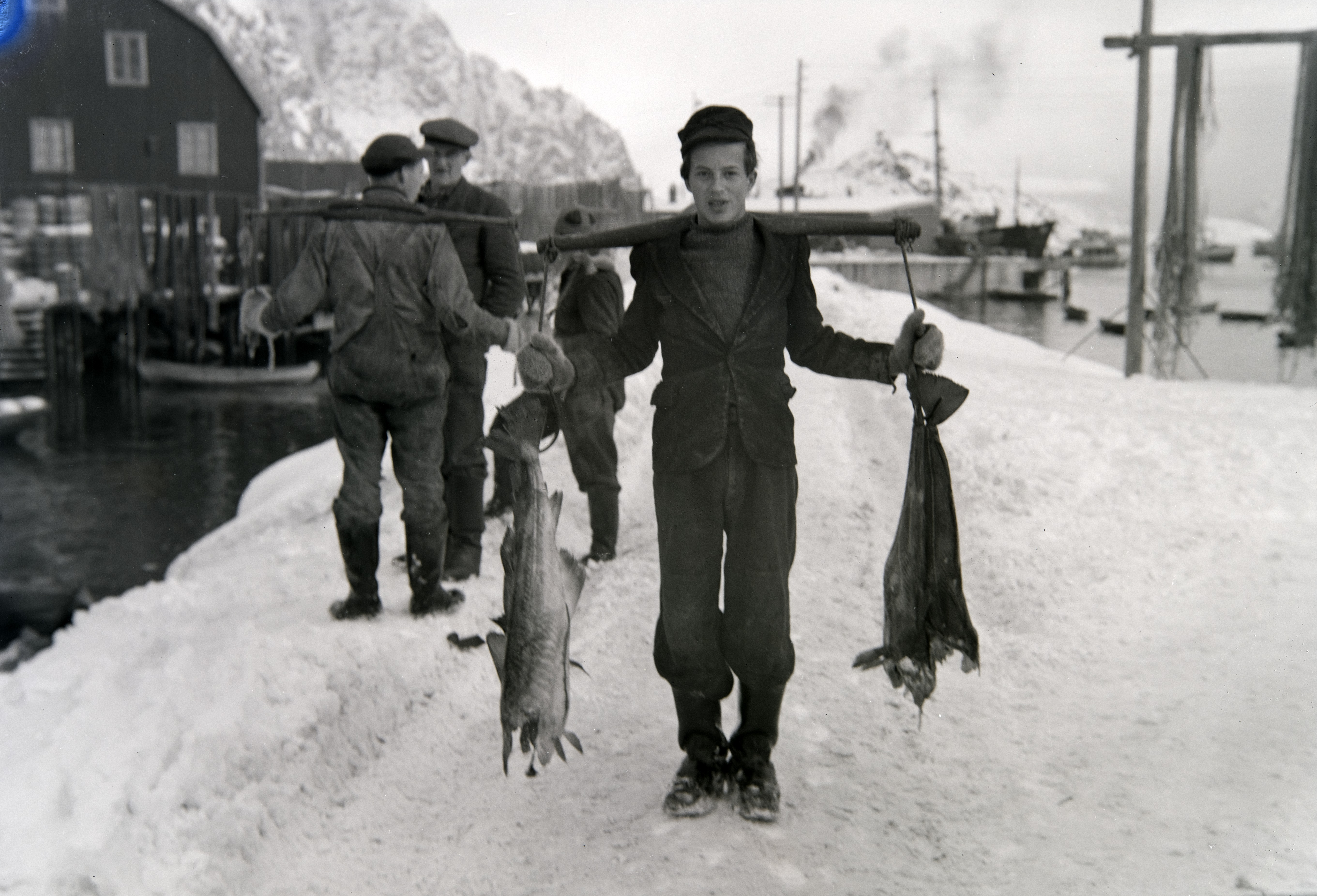
Ein Junge trägt angelandeten Stockfisch in Nord-Norwegen zum Trocknen: Stockfisch ist seit dem 17. Jahrhundert von zentraler Bedeutung im norwegisch-portugiesischen Handel

Im frühen 17. Jahrhundert begann der norwegische Export von Stock- und Klippfisch nach Portugal, der dort als Bacalhau ein bis heute wesentliches Element der Portugiesischen Küche ist. Der Bacalhau für Portugal wurde eines der bedeutendsten Exportgüter Norwegens und ist bis heute ein wichtiger Bestandteil des bilateralen Handels.
Ab der Personalunion mit Dänemark 1380 und der norwegischen Zugehörigkeit zur Kalmarer Union wurden die Beziehungen von den dänisch-portugiesischen Beziehungen bestimmt, bis zur vorübergehenden Unabhängigkeit Norwegens 1814. Danach kam Norwegen in eine Personalunion mit Schweden, so dass das norwegisch-portugiesische Verhältnis von den portugiesisch-schwedischen Beziehungen bestimmt wurde.
Die norwegische Regierung entwickelte parallel auch eigene Initiativen. So schlossen Norwegen und Portugal am 31. Dezember 1895 in Lissabon ein erstes Schifffahrts- und Handelsabkommen.

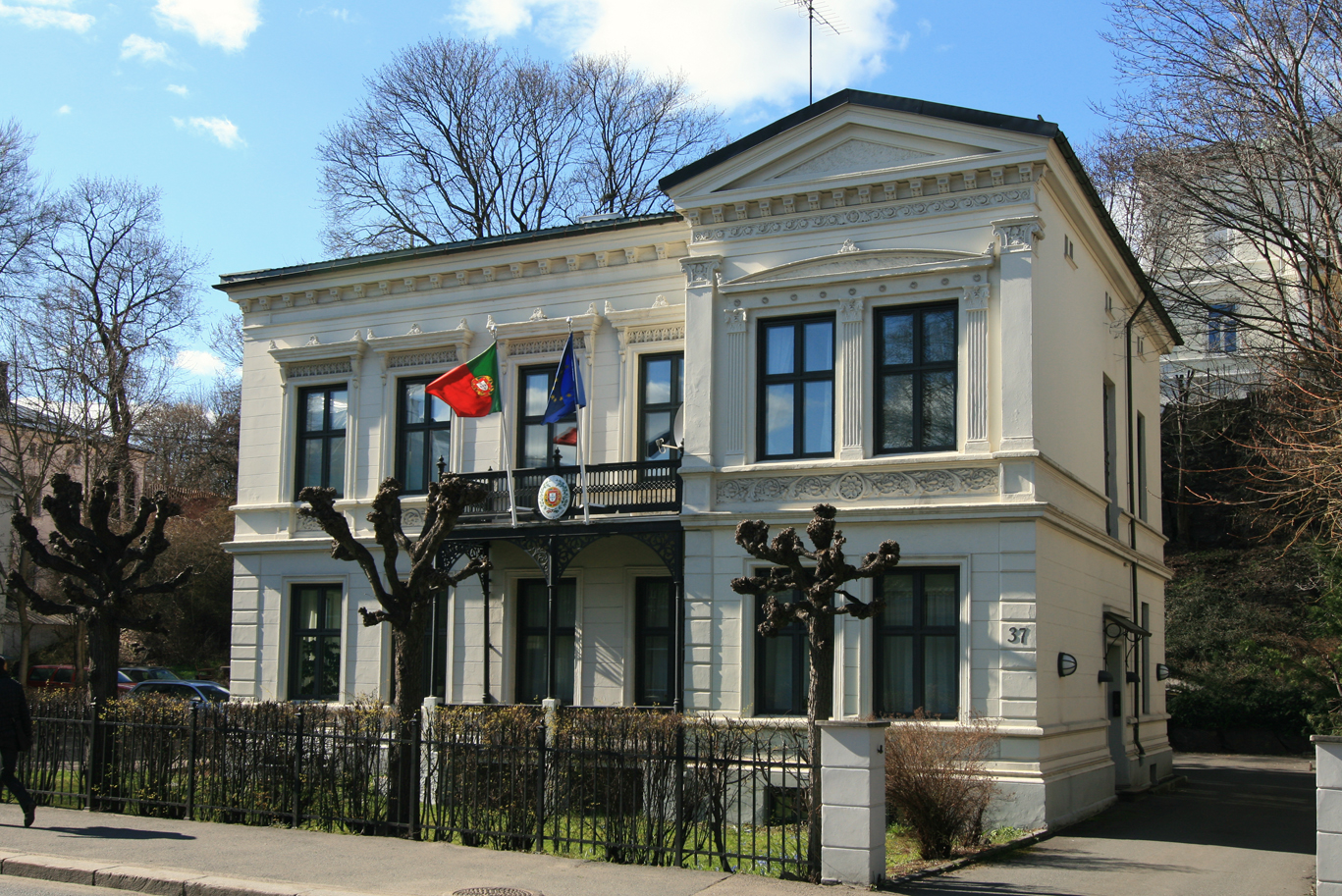
Die 1906 eröffnete Botschaft Portugals in der norwegischen Hauptstadt Oslo.

### Von 1905 bis 1974
1905 löste Norwegen die Personalunion mit Schweden. Das Königreich Portugal erkannte das unabhängige Norwegen danach de facto an und eröffnete 1906 eine erste Legation in der Hauptstadt Christiania (seit 1924 in Oslo umbenannt). Die 1910 ausgerufene Portugiesische Republik erkannte die vollständige Unabhängigkeit Norwegens am 13. September 1911 schließlich auch de jure an.
Ab 1914 unterband die Prohibition in Norwegen die Einfuhr portugiesischen Weins. Daraufhin wuchs besonders der Druck Portugals, keinen norwegischen Fisch mehr zu importieren, so dass Norwegen ab 1922 die Prohibition wieder aufhob.
Im Ersten Weltkrieg (1914–1918) blieben sowohl Norwegen als auch Portugal zunächst neutral, bis Portugal nach der deutschen Kriegserklärung 1916 auf Seiten der Alliierten in den Krieg zog. Norwegen konnte seine Neutralität bis Kriegsende aufrechterhalten.
1921 eröffnete Norwegen seine erste Botschaft in Lissabon.
Norwegen und Portugal schlossen am 13. November 1930 ein neues Schifffahrts- und Handelsabkommen, wieder in Lissabon.
Auch im Zweiten Weltkrieg (1939–1945) blieben sowohl Norwegen als auch Portugal, inzwischen unter der semifaschistischen Salazar-Diktatur, neutral. Während diesmal Portugal seine Neutralität bis Kriegsende durchhalten konnte und einer der wenigen europäischen Rettungshäfen für Flüchtende wurde, erlitt Norwegen am 9. April 1940 die Besetzung durch Nazi-Deutschland.

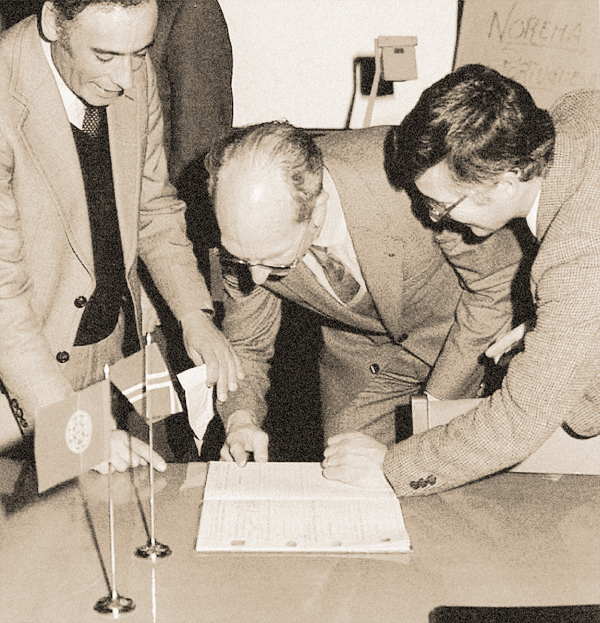
Unterzeichnung der Norema-Verträge durch den portugiesischen Staatssekretär und den Botschafter Norwegens 1981 in Lissabon

Nach dem Ende des Zweiten Weltkriegs gründete sich 1949 das westliche Verteidigungsbündnis NATO, von Norwegen und Portugal mitbegründet.
Norwegen und Portugal gehörten auch beide zu den Gründungsmitgliedern der am 4. Januar 1960 gestarteten EFTA, eine Freihandelszone, die als Alternative zu den Europäischen Gemeinschaften gedacht war. Die gemeinsame Mitgliedschaft in der EFTA-Freihandelszone sorgte für einige Impulse, darunter 1981 die Gründung des portugiesischen Möbel- und Einrichtungsherstellers TemaHome als Joint Venture der norwegischen Norema SA und der portugiesischen Mendes Godinho SA. Die Firma mit Sitz in Lissabon und Produktion in Tomar gilt heute als Marktführer in Portugal, bekannte Designer wie Filipe Alarcão arbeiten für TemaHome, man exportiert in etwa 40 Länder der Welt.
Das autoritäre Estado Novo-Regime Portugals hielt am Portugiesischen Kolonialreich fest und stand damit spätestens seit den 1960er Jahren im Gegensatz zum Zeitgeist. Während Norwegen vor allem seit seinen 1969 anziehenden Erdölexporten einen enormen Aufschwung erfuhr, blieb Portugal trotz einiger wirtschaftlicher Entwicklung seit dem EFTA-Beitritt weiter zurück, auch wegen der enormen Kosten für die Kolonialkriege Portugals. Zudem gehörte das liberale Norwegen zu den Gebern humanitärer Hilfe, die auch die Unabhängigkeitsbewegungen in den portugiesischen Kolonien unterstützten. Dennoch blieben die Beziehungen überwiegend gut, geprägt von der gemeinsamen EFTA-Mitgliedschaft und wirtschaftlichen Themen. So schlossen beide Staaten am 24. Juni 1970 ein Doppelbesteuerungsabkommen.

### Seit 1974
Nach seiner Nelkenrevolution 1974 beendete Portugal die Kolonialkriege und demokratisierte sich tiefgreifend. Die Liberalisierung und westliche Einbindung Portugals brachte das Land Norwegen näher. So schlossen sie am 8. Februar 1977 ein bilaterales Kulturabkommen, am 1. September 1981 folgte ein gegenseitiges Sozialversicherungsabkommen.

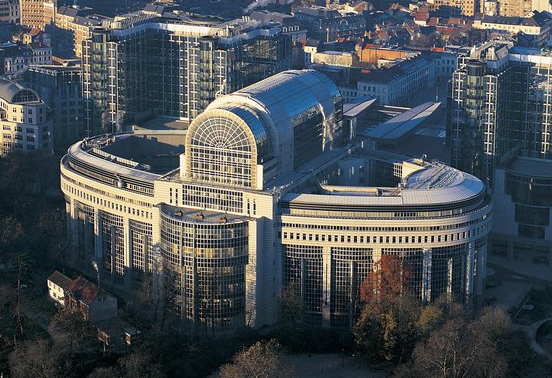
Das Europaparlament in Brüssel: trotz des Übertritts Portugals zur EU 1986 und dem Verbleib Norwegens in der EFTA blieben auch die bilateralen Wirtschaftsbeziehungen gut.

Danach entfernten sich die Länder wirtschaftlich etwas, nachdem Portugal 1986 die EFTA verließ und zur heutigen EU übertrat, doch blieben die Beziehungen unverändert gut.
Die bilateralen Beziehungen entwickelten sich stetig weiter, was sich in gegenseitigen Staatsbesuchen auf allen Ebenen und in bilateralen Abkommen zeigt. So unterzeichneten beide Länder am 23. Juli 1993 ein Straßenverkehrsabkommen, am 24. November 2000 einen Abgabenvertrag, am 10. März 2011 ein neu bearbeitetes Abkommen zur Verhinderung von Doppelbesteuerung und Steuerflucht (trat am 15. Juni 2012 in Kraft), am 4. Mai 2015 eine Absichtserklärung über Kooperationen in der Verteidigung und ein Kooperationsabkommen zwischen den Häfen von Lissabon und Oslo, und im Mai 2017 ein Kooperationsabkommen in den Bereichen Meeresnutzung und Erneuerbare Energien, mit der die ohnehin schon bestehende Zusammenarbeit in diesen Bereichen weiter intensiviert werden soll. Zuletzt kam der damalige portugiesische Staatspräsident Cavaco Silva 2015 nach Norwegen zu Besuch.
Auch die seit 2010 gewachsene portugiesische Gemeinde in Norwegen verstärkte zuletzt die Beziehungen. Nach der Eurokrise und der folgenden tiefen Wirtschaftskrise Portugals waren tausende Portugiesen, insbesondere Akademiker (v. a. Ingenieure und Gesundheitsberufe) nach Norwegen ausgewandert, wo sie schnell vom Arbeitsmarkt aufgenommen wurden und allgemein als sehr gut integriert gelten.

## Diplomatie

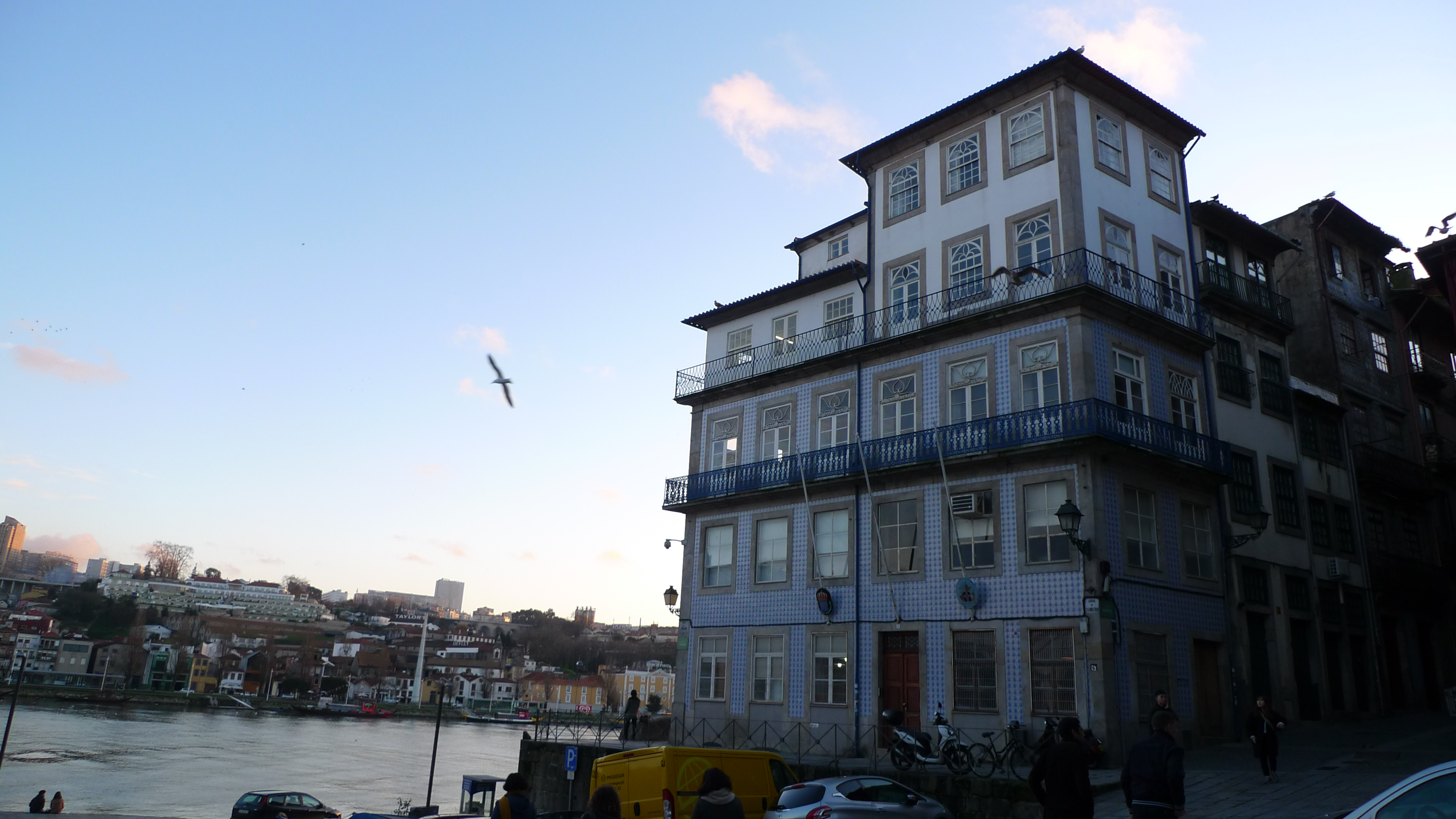
Das norwegische Konsulat im historischen Ribeira-Viertel in Porto.

Norwegen unterhält seit 1921 eine Botschaft in Portugals Hauptstadt Lissabon, die seit 1977 in der Avenida Don Vasco da Gama im Restelo-Viertel im Stadtteil Belém residiert. Zudem sind vier norwegische Honorarkonsulate eingerichtet, in Porto, in Portimão an der Algarve, in Funchal auf der Insel Madeira, und in Ponta Delgada auf den Azoren.
Portugal unterhält seit 1906 eine eigene Botschaft in der norwegischen Hauptstadt Oslo, in der Josefines gate Nr. 37. Honorarkonsulate Portugals bestehen zudem in Bergen, Kristiansand, Stavanger und Trondheim.

## Migration
794 Norweger waren im Jahr 2018 in Portugal gemeldet, die meisten im Großraum Lissabon (362) und an der Algarve (243). Die Summe ihrer Rücküberweisung betrug 0,77 Mio. Euro.
2018 waren 4.452 portugiesische Staatsbürger in Norwegen registriert, 3.328 Einwohner Norwegens sind in Portugal geboren. Es wurden 3,30 Mio. Euro nach Portugal überwiesen.

## Wirtschaft

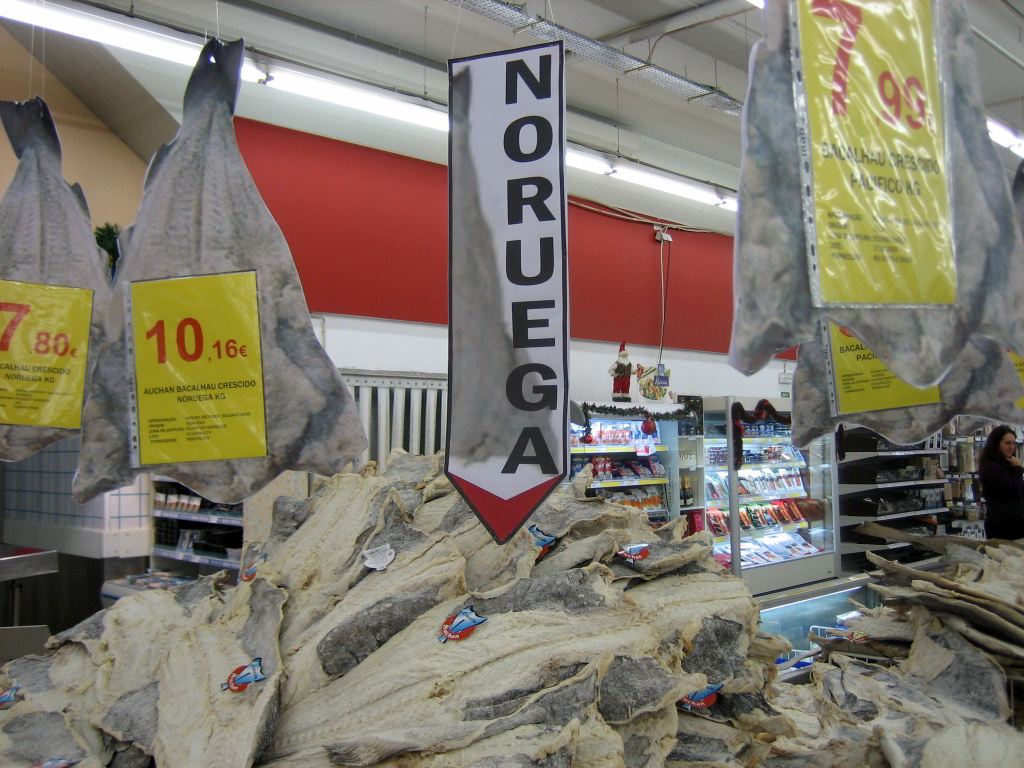
Baclhau aus Norwegen in einem Supermarkt im portugiesischen Cascais: bis heute importiert Portugal viel Stockfisch aus Norwegen, doch sind Erdölprodukte inzwischen das wichtigste norwegische Exportgut nach Portugal, von wo als wichtigstes Einzel-Exportgut Zinkerz nach Norwegen kommt.

Die portugiesische Außenhandelskammer AICEP unterhält ein Kontaktbüro an der portugiesischen Botschaft in Oslo.
Das bilaterale Handelsvolumen belief sich 2016 auf 432,8 Mio. Euro, mit einem Handelsbilanzüberschuss von 173,8 Mio. Euro zu Gunsten Norwegens. Im Jahr 2016 waren 867 portugiesische Unternehmen im Handel mit Norwegen tätig.
Im Jahr 2016 führte Norwegen Waren und Dienstleistungen im Wert von 303,3 Mio. Euro aus Portugal ein (2015: 323,6 Mio., 2014: 292,2 Mio., 2013: 312,3 Mio., 2012: 507,8 Mio.). Der Warenanteil betrug 176,5 Mio. Euro, davon 16,6 % Minerale und Erze (v. a. Zinkerze), 10,6 % Metalle, 8,9 % Kunststoffe und Gummi, 7,9 % Schuhe und 6,6 % Maschinen und Geräte. Der Anteil von rund 154,6 Mio. Euro für Dienstleistungen rührt zu weit über der Hälfte (86,2 Mio. Euro) aus den Ausgaben norwegischer Touristen in Portugal.
Im gleichen Zeitraum importierte Portugal aus Norwegen Waren und Dienstleistungen im Wert von 129,5 Mio. Euro (2015: 115,5 Mio., 2014: 92,2 Mio., 2013: 147,1 Mio., 2012: 173,9 Mio.). Der Anteil der Güter belief sich auf 106,4 Mio. Euro, davon 78,1 % Treibstoffe, 13,6 % Metalle, 3,4 % chemisch-pharmazeutische Produkte, 2,6 % landwirtschaftliche Erzeugnisse und 1,9 % Minerale und Erze.
Damit stand Norwegen im Waren-Außenhandel Portugals an 31. Stelle als Abnehmer und an 44. Stelle als Lieferant. Im norwegischen Waren-Außenhandel stand Portugal an 20. Stelle als Abnehmer und an 35. Stelle als Lieferant.

## Kultur
Das portugiesische Kulturinstitut Instituto Camões ist in Norwegen nicht vor Ort vertreten, Norwegen führt kein vergleichbares Kulturinstitut. Der Kulturaustausch erfolgt über Initiativen der Botschaften, vor allem aber über private und öffentliche Institutionen beider Länder.
Filmschaffende aus Norwegen und Portugal sind regelmäßig bei Filmfestivals im jeweils anderen Land zu Gast. So wurde der norwegische Regisseur Hans Petter Moland beim portugiesischen Festróia-Festival 2010 für Ein Mann von Welt mit dem Goldenen Delphin ausgezeichnet, und Kim Holm gewann für ihr Videoclip für Mattas Song Release the Freq beim Kurzfilmfestival Curtas Vila do Conde den Preis für das Beste Musikvideo.
Gelegentlich kommt es zu Kooperationen von Musikern beider Länder, etwa die Zusammenarbeit des norwegischen World-Jazz-Musikers Karl Seglem und des portugiesischen Multiinstrumentalisten Rão Kyao, die auch mehrmals gemeinsam aufgetreten sind, etwa 2007 beim FMM Festival das Musicas do Mundo, dem wichtigsten Weltmusikfestival in Portugal. Dort sind auch schon andere Musiker aus Norwegen aufgetreten, darunter Mari Boine (2012), Mari Kvien Brunvoll (2013), oder auch das norwegisch-russische Moskow Art Trio (2008).
Die norwegische Erfolgsautorin Erika Fatland reiste zwei Jahre lang den Routen der portugiesischen Entdeckungsreisenden von Portugal bis nach Fernost nach und spürte dabei sowohl der Geschichte als auch den bis heute wirkenden Einflüssen und Folgen der portugiesischen Seefahrer nach. 2024 erschien daraufhin ihr Buch Sjøfareren, das 2025 in Deutschland in der Übersetzung von Daniela Stilzebach unter dem Titel Seefahrer beim Insel Verlag erschien und noch 2025 auch in portugiesischer Übersetzung erscheinen soll. Das Buch wurde in Norwegen Buch des Jahres.

## Sport

### Fußball

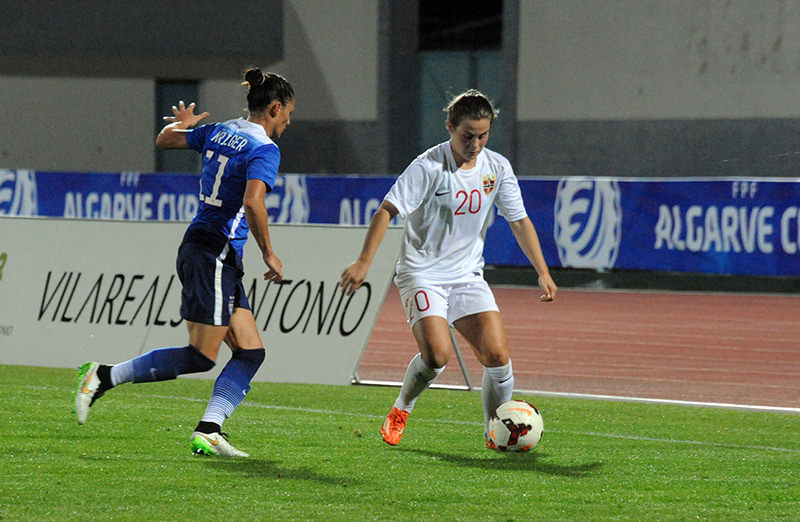
Die norwegische Stürmerin Haavi im Zweikampf mit einer US-Amerikanerin beim Algarve-Cup 2015: Norwegen gewann nach den USA die meisten Titel beim portugiesischen Algarve-Cup.

Die norwegische Fußballnationalmannschaft und die portugiesische Nationalelf der Männer spielten bisher elfmal gegeneinander. Erstmals trafen sie am 12. Juni 1966 in Lissabon aufeinander, das Freundschaftsspiel endete 4:0 für Portugal. Insgesamt gewann Norwegen eine Begegnung, achtmal siegte Portugal, und zweimal trennte man sich unentschieden (Stand Juli 2019).
Norwegische Spieler treten nur selten bei portugiesischen Vereinen an. So war Azar Karadaş 2004–2007 bei Benfica Lissabon unter Vertrag, wo er 2005 Portugiesischer Meister wurde. Noah Jean Holm läuft seit 2020 für Vitória Guimarães auf. Portugiesische Spieler spielen noch seltener in Norwegen.
Der Portugiese Vítor Gazimba trainierte den norwegischen Klub Kongsvinger IL in der Saison 2019/20, nachdem er zuvor seit 2014 beim Strømsgodset IF tätig war und dort seine UEFA Pro-Level Trainerlizenz erlangte.
Die norwegische Fußballnationalmannschaft der Frauen und die portugiesische Frauennationalmannschaft spielten erstmals am 13. März 1996 im portugiesischen Vila Real de Santo António gegeneinander, das Spiel in der Gruppe A des Algarve-Cup 1996 ging 3:0 für Norwegen aus. Die Norwegerinnen konnten den Algarve-Cup bislang fünfmal gewinnen und sind damit die zweiterfolgreichste Auswahl dort, der größte Erfolg der Gastgeberinnen war bislang der dritte Platz beim Algarve-Cup 2018. Insgesamt spielten die Norwegerinnen und die Portugiesinnen bislang siebenmal gegeneinander, davon gewann Norwegen sechs Spiele, einmal siegte Portugal (Stand Juli 2019).

### Basketball
Die norwegische Basketballnationalmannschaft und das portugiesische Nationalteam der Männer gehören beide nicht zur Weltspitze. Portugal steht auf Rang 62 der FIBA-Weltrangliste, Norwegen auf Rang 88 (Stand August 2019). Bisher spielten vor allem die Jugendnationalmannschaften beider Länder gegeneinander, etwa in der B-Division der U-18-Basketball-Europameisterschaft 2018 in Nordmazedonien.
Gelegentlich spielen norwegische Spieler auch in Portugal, etwa der erste norwegische NBA-Spieler Torgeir Bryn, der in der Saison 1994/95 mit Benfica Lissabon portugiesischer Meister wurde.

### Andere
Beim wichtigsten portugiesischen Badminton-Turnier, den Portugal International, gab es bereits mehrmals norwegische Sieger, im Jahr 1989 gewannen Norweger sogar das Herren-Einzel und das Herren-Doppel. Bei den Norwegian International gab es bisher noch keine portugiesischen Sieger (Stand 2018).
Die Kanurennsport-Weltmeisterschaften 2018 im portugiesischen Montemor-o-Velho schlossen die Gastgeber als siebte ab, Norwegen wurde 19. Norwegen richtete noch keine Kanu-WM aus (Stand 2019).
Der portugiesische Segler und Olympiateilnehmer Hugo Rocha wurde 1972 in der norwegischen Hauptstadt Oslo geboren.
Der Norweger August Jensen gewann 2016 das portugiesische Radrennen Grande Prémio Liberty Seguros.
Norwegens Handball-Nationaltorwart André Bergsholm Kristensen spielt seit 2022 bei Sporting Lissabon.